# ديفيد شوجربيكر
ديفيد شوجربيكر (بالإنجليزية: David Sugarbaker)‏‏ (5 أغسطس 1953 - 29 أغسطس 2018) هو طبيب أمريكي، عملَ رئيسًا لقسم الجراحة الصدرية العامة ومديرًا لكلية بايلور للطب في مركز سانت لوكس الصحي-بايلور سانت لوك الطبي في هيوستن، تكساس. هو جراح صدر مُعترف به دوليًا، ومتخصص في علاج ورم المتوسطة، والعلاج الجراحي لورم المتوسطة الجنبي الخبيث، وأيضًا في علاج سرطانات الصدر المُعقدة.